# Akademia Filmowa im. Miroslava Ondříčka w Písku
Akademia Filmowa im. Miroslava Ondříčka w Písku (cz. Filmová akademie Miroslava Ondříčka v Písku – FAMO) – czeska uczelnia prywatna zlokalizowana w Písku. Została założona w 2004 roku.
W 2015 roku funkcję rektora objął Gabriel Švejda.